# Arzignano
Arzignano is een gemeente in de Italiaanse provincie Vicenza (regio Veneto) en telt 24.765 inwoners (31-12-2004). De oppervlakte bedraagt 34,2 km², de bevolkingsdichtheid is 724 inwoners per km².
De volgende frazioni maken deel uit van de gemeente: Costo, Pugnello, Restena, San Bortolo, San Zenone, Tezze.

## Demografie
Arzignano telt ongeveer 9992 huishoudens. Het aantal inwoners steeg in de periode 1991-2001 met 9,4% volgens cijfers uit de tienjaarlijkse volkstellingen van ISTAT.
| Jaar | Inwoneraantal |
| ---- | ------------- |
| 1991 | 21.107        |
| 2001 | 23.085        |

## Geografie
De gemeente ligt op ongeveer 116 m boven zeeniveau.
Arzignano grenst aan de volgende gemeenten: Chiampo, Montecchio Maggiore, Montorso Vicentino, Nogarole Vicentino, Roncà (VR), Trissino.

## Geboren
- Paolo Negro (1972), voetballer
- Angelo Furlan (1977), wielrenner
- Luca Ghiotto (1995), autocoureur
- Marzia Kjellberg (1992), modeontwerpster
- Luca Mozzato (1998), wielrenner

## Externe link

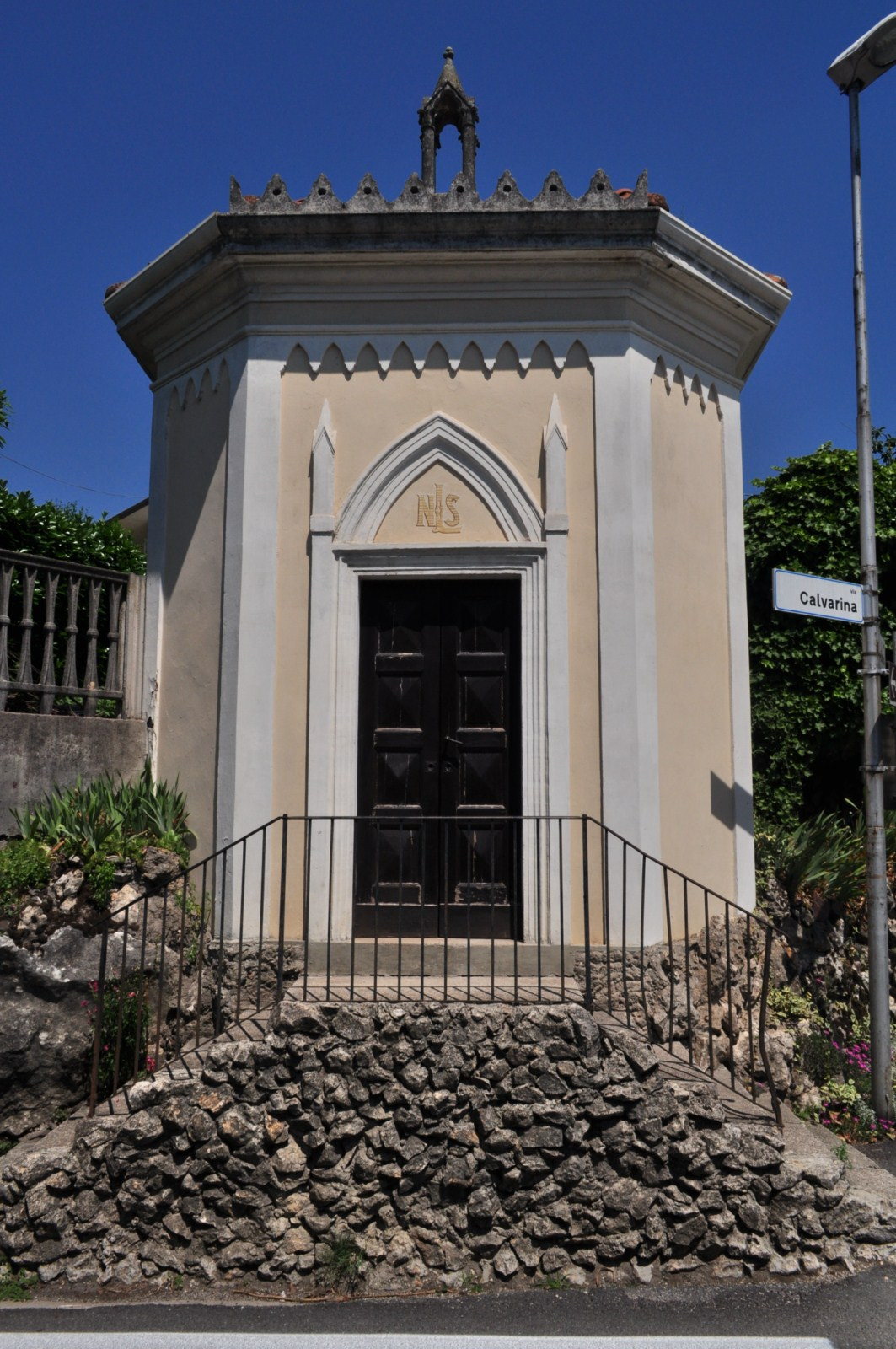
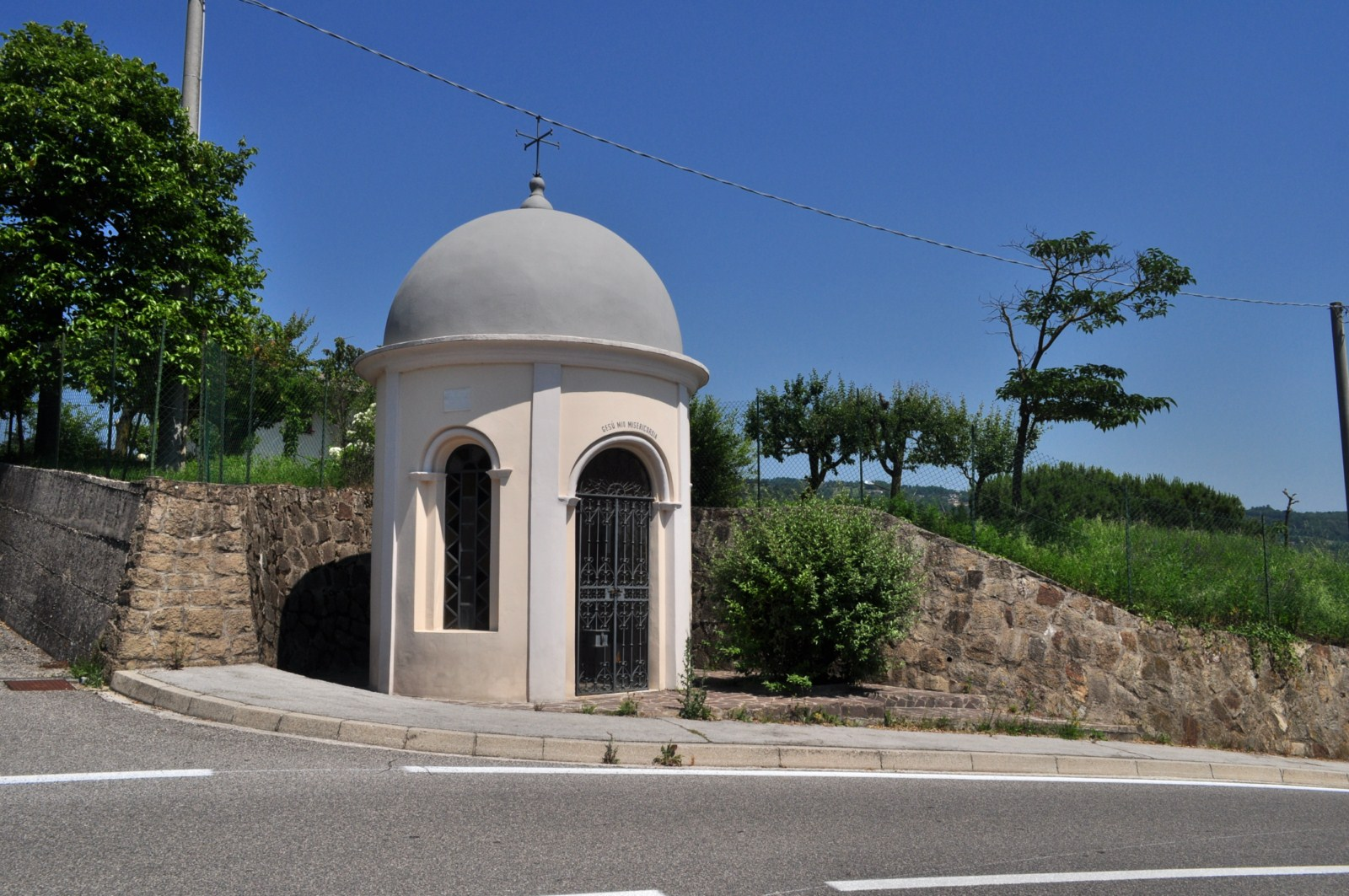
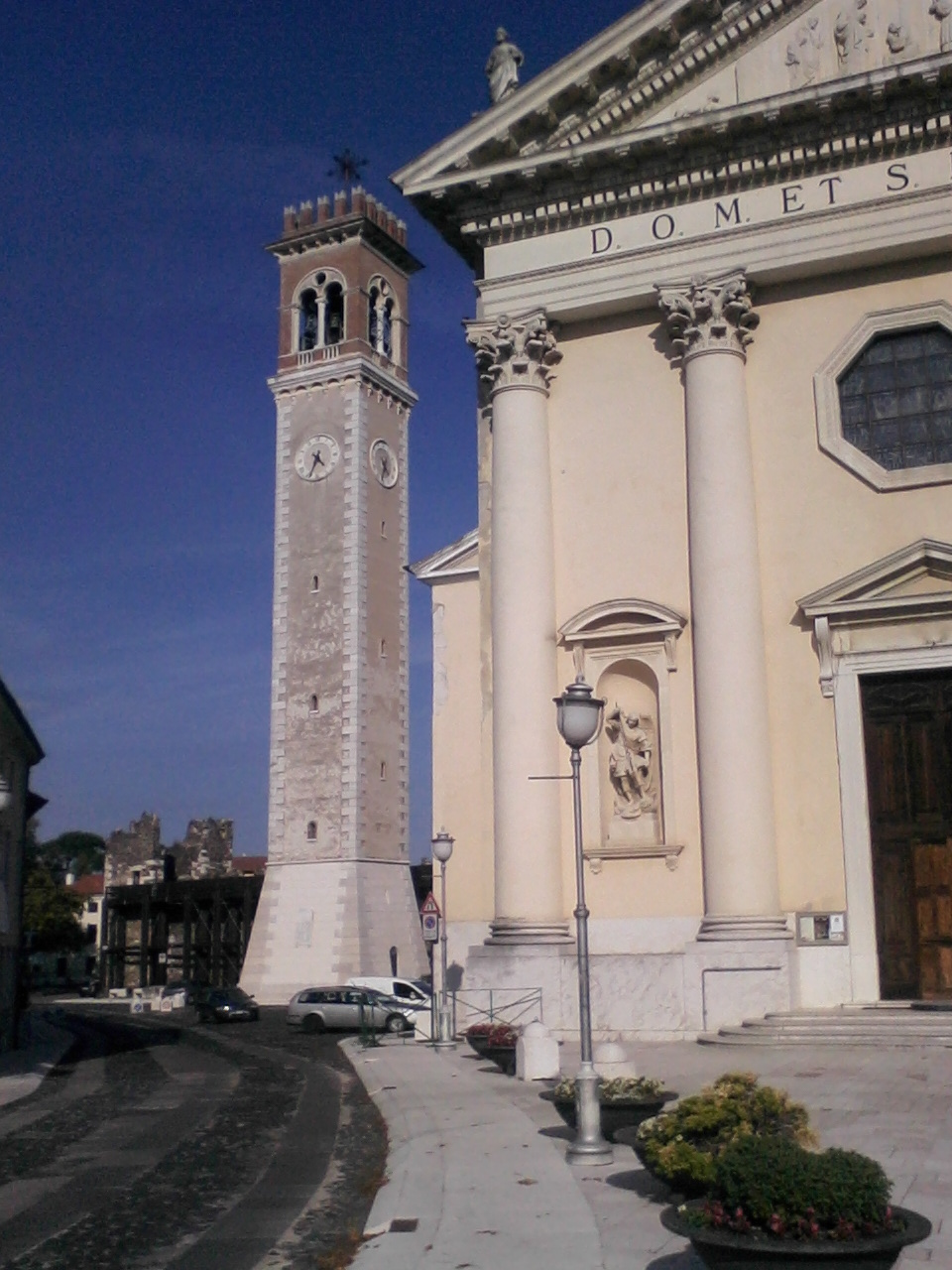